# Arenaria pycnophylloides
Arenaria pycnophylloides är en nejlikväxtart som beskrevs av Ferdinand Albin Pax. Arenaria pycnophylloides ingår i släktet narvar, och familjen nejlikväxter. Inga underarter finns listade i Catalogue of Life.